# Schweiker Gruppe
Die Schweiker Gruppe ist ein deutscher Hersteller von Fenstern und Türen aus Kunststoff und Aluminium und den damit verbundenen Nebenprodukten. Die Zentrale der Gruppe befindet sich in Besigheim-Ottmarsheim (Baden-Württemberg).

## Geschichte
Nach seiner Gründung durch Robert Schweiker im Jahre 1931 beschäftigte sich das Unternehmen zunächst mit Produkten aus Holz, so wurde im Jahr 1953 dann auch zunächst mit der Produktion von Sockelleisten und Rollladenprofilen aus diesem Werkstoff begonnen. Bereits im Jahr 1961 startete die Fabrikation von Rollläden aus Kunststoff. Nach der Übergabe des Unternehmens an Wilhelm Schweiker im Jahre 1969 wurde die Produktpalette sowohl durch die im Jahr 1974 beginnende Produktion von Fenstern als auch durch die Übernahme der Firma Awela im Jahr 1980 erweitert, die Haustürelemente produzierte.
Die Unternehmensgruppe wurde in den 1990er Jahren durch die Gründung der Schweiker GmbH Grünbach in Sachsen im Jahr 1991, den Neubau der Extrusion in Ottmarsheim 1996, die Gründung der Niederlassung in Oberwildflecken (Bayern, 1997) und des Werkes in Braunsbedra (Sachsen-Anhalt, 1998) erweitert.
Im Juli 2006 kaufte die Schweiker Gruppe von der Schüco KG in Bielefeld (Nordrhein-Westfalen) zwei Bauelemente-Werke in Leopoldshöhe und Großkugel. Beide Werke wurden unter dem Namen „BE Bauelemente“ als eigenständiges Unternehmen in der Schweiker-Gruppe etabliert. Seitdem werden laufend Erweiterungen und Neubauten an den verschiedenen Standorten vorgenommen.
Neben Fenstern und Türen werden Rollladensysteme, elektrische Fenster- und Rollladensteuerungen sowie Produkte für die Einbruchhemmung, Belüftung und Insektenschutz, außerdem Falt-Schiebeanlagen und Hebe-Schiebeanlagen hergestellt.

## Geschäftszahlen
Im Geschäftsjahr 2011/2012 erzielte die Unternehmensgruppe (Gleichordnungskonzern) nach eigenen Angaben einen Gesamtumsatz in Höhe von 116,8 Mio. Euro. Die Gruppe setzt sich aus 6 Standorten in Deutschland zusammen. Die Schweiker Gruppe beschäftigt im Jahr 2012 rund 780 Mitarbeiter.